# Phyciodes jemezensis
Phyciodes jemezensis är en fjärilsart som beskrevs av Brehme 1913. Phyciodes jemezensis ingår i släktet Phyciodes och familjen praktfjärilar. Inga underarter finns listade i Catalogue of Life.